# Šimon Nemec
Šimon Nemec (né le 15 février 2004 à Liptovský Mikuláš en Slovaquie) est un joueur professionnel slovaque de hockey sur glace. Il évolue au poste de défenseur.

## Biographie

### Carrière en club
Formé au MHk 32 Liptovský Mikuláš, il rejoint les équipes de jeunes du HK Nitra. En 2019-2020, il débute en senior dans l'Extraliga slovaque avec le HK Nitra.
Il est sélectionné au 2e rang par les Devils du New Jersey lors du repêchage d'entrée dans la LNH 2022. En 2022, il part en Amérique du Nord et est assigné aux Comets d'Utica, club ferme des Devils dans la Ligue américaine de hockey.
Le 1er décembre 2023, il joue son premier match dans la Ligue nationale de hockey avec les Devils face aux Sharks de San José et enregistre deux assistances. Le 7 décembre 2023, il marque son premier but dans la LNH face au Kraken de Seattle.

### Carrière internationale
Il représente la Slovaquie au niveau international. Il prend part aux sélections jeunes. Il participe à son premier championnat du monde senior en 2021. Il est sélectionné pour les Jeux olympiques de 2022 durant lesquels la Slovaquie remporte la médaille de bronze.

## Statistiques

### En club
| Saison    | Équipe               | Ligue              |    | Saison régulière | Saison régulière | Saison régulière | Saison régulière | Saison régulière |   | Séries éliminatoires | Séries éliminatoires | Séries éliminatoires | Séries éliminatoires | Séries éliminatoires |
| Saison    | Équipe               | Ligue              | PJ | B                | A                | Pts              | Pun              | PJ               | B | A                    | Pts                  | Pun                  |                      |                      |
| 2019-2020 | HK Nitra             | Extraliga slovaque | 12 | 0                | 3                | 3                | 0                | -                | - | -                    | -                    | -                    |                      |                      |
| 2019-2020 | HK Levice            | 1.liga slovaque    | 20 | 2                | 6                | 8                | 18               | -                | - | -                    | -                    | -                    |                      |                      |
| 2020-2021 | HK Nitra             | Extraliga slovaque | 37 | 2                | 17               | 19               | 12               | 5                | 0 | 0                    | 0                    | 0                    |                      |                      |
| 2021-2022 | HK Nitra             | Extraliga slovaque | 39 | 1                | 25               | 26               | 20               | 19               | 5 | 12                   | 17                   | 14                   |                      |                      |
| 2022-2023 | Comets d'Utica       | LAH                | 65 | 12               | 22               | 34               | 20               | 6                | 1 | 3                    | 4                    | 0                    |                      |                      |
| 2023-2024 | Comets d'Utica       | LAH                | 13 | 2                | 6                | 8                | 6                | -                | - | -                    | -                    | -                    |                      |                      |
| 2023-2024 | Devils du New Jersey | LNH                | 60 | 3                | 16               | 19               | 33               | -                | - | -                    | -                    | -                    |                      |                      |

### En équipe nationale
| Année | Équipe           | Compétition                 |   | PJ | B | A | Pts | Pun | +/-                 |  | Résultat |
| 2021  | Slovaquie junior | Championnat du monde junior | 5 | 0  | 4 | 4 | 2   | -4  | Huitième place      |  |          |
| 2021  | Slovaquie        | Championnat du monde        | 5 | 0  | 1 | 1 | 0   | -3  | Huitième place      |  |          |
| 2022  | Slovaquie junior | Championnat du monde junior | 2 | 0  | 1 | 1 | 2   | 0   | Compétition annulée |  |          |
| 2022  | Slovaquie        | Jeux olympiques             | 7 | 0  | 1 | 1 | 2   | -2  | Médaille de bronze  |  |          |
| 2022  | Slovaquie        | Championnat du monde        | 8 | 1  | 5 | 6 | 2   | +2  | Huitième place      |  |          |
| 2023  | Slovaquie junior | Championnat du monde junior | 5 | 1  | 4 | 5 | 10  | -1  | Sixième place       |  |          |
| 2023  | Slovaquie        | Championnat du monde        | 5 | 0  | 0 | 0 | 4   | +2  | Neuvième place      |  |          |
| 2024  | Slovaquie        | Championnat du monde        | 8 | 1  | 6 | 7 | 2   | -1  | Septième place      |  |          |